# Mündling
Mündling (schwäbisch Mindle) ist ein Gemeindeteil der Stadt Harburg im Landkreis Donau-Ries (Regierungsbezirk Schwaben, Bayern). Zur Gemarkung gehören auch die Einöde Olachmühle und der außerorts liegende, amtlich nicht benannte Bahnhof Mündling.

## Lage
Das Pfarrdorf Mündling liegt nordöstlich von Harburg inmitten der hügeligen Juralandschaft der Südlichen Frankenalb. Vor 15 Millionen Jahren schlug ein Meteorit im Ries ein, der das Nördlinger Ries entstehen ließ, auf dessen Kraterrand sich Mündling nun befindet.

## Geschichte
Erstmals genannt wurde Mündling in einem Schenkungsbrief am 2. April 805. 

### Namensherkunft
Über die Herkunft des heutigen Ortsnamens „Mündling“ bestehen keine gesicherten Erkenntnisse. Belegt sind die Namensvorgänger „Mundelinga“ und „Mediana“. Letzteren erhielt das Dorf wohl im Zuge der Latinisierung von Ortsbezeichnungen im Mittelalter. Als ursprüngliche Bedeutung kann hier „hochragende Siedlung“ angenommen werden.
Auch eine Herleitung von „medius“ (in der Mitte gelegen), als in der Mitte liegender Ort scheint nicht unwahrscheinlich, da das Dorf Mündling auf Kartierungen jeweils innerhalb eines Ringes der umgebenden Ortschaften zu liegen scheint.

### Dorfbrand
Am 24. Juli 1848 brannte ein großer Teil des Ortes nieder. 47 Familien verloren bei dem Unglück ihr Hab und Gut.

### Wappen
Der Wappensaal von Kloster Hochaltingen enthält ein historisches Mündlinger Wappen (um 1300). Die ehemalige Gemeinde führte ein 1959 von dem Donauwörther Künstler Hans Lanninger gestaltetes Wappen mit der Beschreibung: „In Rain; ein schmaler goldener Balken, überlegt mit einem frei schwebenden, doppelarmigen silbernen Kreuz mit Fußbalken. Der Balken stammt vom Wappen des alten Ortsadels, das Kreuz vom Kloster Heilig Kreuz in Donauwörth.“

### Eingemeindung
Mündling mit seinen Gemeindeteilen Olachmühle und Mündling Bahnhof war eine selbständige Gemeinde im Landkreis Donauwörth und wurde im Zuge der Gebietsreform in Bayern am 1. Juli 1971 in die Stadt Harburg (Schwaben) eingemeindet. Am 1. Juli 1972 wurde Harburg mit seinen Gemeindeteilen dem Landkreis Nördlingen-Donauwörth, der seit dem 1. Mai 1973 Landkreis Donau-Ries heißt, zugeschlagen.

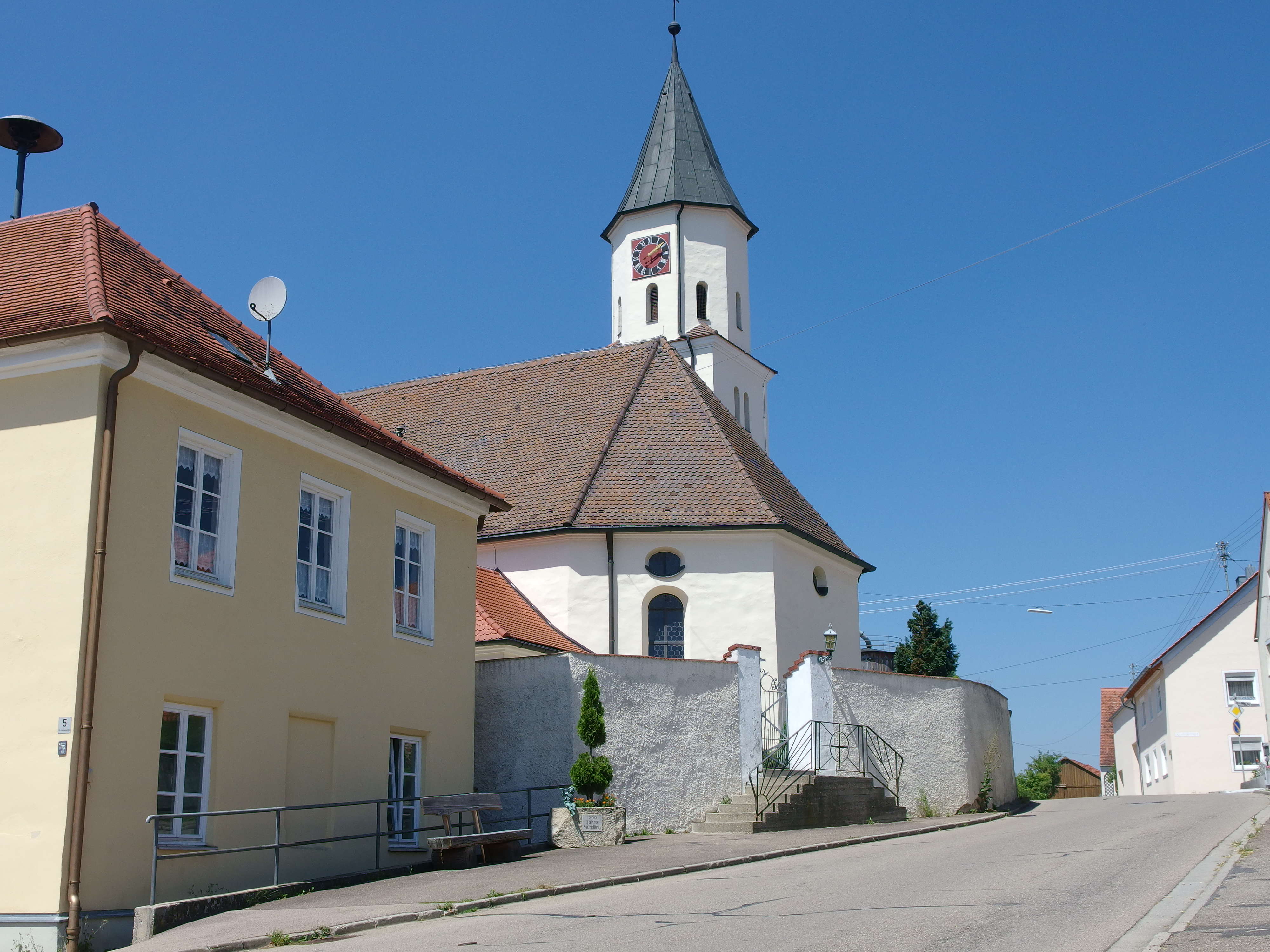
Kirche St. Johannes mit Schule

## Katholische Pfarrei
Die katholische Pfarrei St. Johannes in Mündling gehört zum Dekanat Weißenburg-Wemding im Bistum Eichstätt. Zur Pfarrei gehören die Filiale St. Thomas in Gunzenheim, ferner Olachmühle, Salchhof, Bühlhof, Harthof, Kratzhof, Listhof, Ronheim, Katzenstein sowie das gesamte Gebiet der Stadt Harburg, das links der Wörnitz liegt. Die Bevölkerung ist überwiegend katholisch.

## Verkehrsanbindung
Mündling liegt mit dem Gemeindeteil Mündling Bahnhof an der Bahnstrecke Donauwörth–Treuchtlingen. Es handelt sich um einen Überholbahnhof. Über die Kreisstraße DON 24 ist der Ort in einer Entfernung von jeweils fünf Kilometer an die Bundesstraße 25 in Harburg und die Bundesstraße 2 bei Kaisheim angebunden.